# D.Holic
D.Holic (кор.: 디홀릭) — южнокорейская женская группа, созданная под руководством H.Mate Entertainment в 2014 году. В состав входит 5 участниц, с момента дебюта они потеряли 5 членов, а после было добавлено ещё 4 человека в линию. Текущий состав группы состоит из Рены, Наён и Юджи. Начиная с дебюта, группа выпустила один мини-альбом: «Chewy» (2015) и три одиночных альбома: «D.Holic Dark With Dignity» (2014), «Murphy & Sally» (2015) и «Color Me Rad» (2016).

## История

### 2014: Дебют
D.Holic дебютировали в октябре 2014 года, представив свой первый сингл под названием «I Do Not Know (몰라요)», который фигурирует в цифровом альбоме «Dark from Dignity». Песня не смогла занять ни одного крупного места в чартах и на порталах.

### 2015: «Chewy», уход Найн и «Murphy & Sally»
В июле 2015 года они выпустили свой первый мини-альбом под названием «Chewy» (쫄깃 쫄깃), заглавная песня которого, носят то же название. Музыкальный клип на песню собрал более 2 миллионов просмотров на YouTube. Чуть позже песня представлялась на таких музыкальных шоу, как: M!Countdown, The Show, Inkigayo. Несмотря на продвижение песни, а также выложенный музыкальный видеоклип, песня не достигла никаких высот в корейских чартах, как и на порталах. Мини-альбом «Chewy» смог занять 19-е и 69-е места на недельном и месячном альбомном чарте Gaon.
28 августа 2015 года было объявлено, что участница Найн покинула группу по состоянию здоровья. Новый член Хваджон была добавлена вскоре после промоакции.
В ноябре 2015 года группа выпустила свой первый сингл с новым участницей в составе, «Murphy & Sally» (와 샐리 샐리). Данная поп-песня была посвящена EDM, о самосовершенствовании, что означает—полный поворот от сексуального образа, который группа использовала с момента своего дебюта к милому и невинному концепту. Однако, как и прежде, песня не достигла коммерческого успеха, так как не смогла попасть в чарты ни на одном крупном корейском музыкальном портале, однако это единственный альбом, который наметился на 33-е место в диаграмме альбомов Gaon.

### 2016: Изменения в составе и «Color Me Rad»
5 июля 2016 года было объявлено, что Данби и Дюри решили покинуть группу по состоянию здоровья, а также по причине, что срок действия их контрактов истекает. После, к группе присоединилась Иджи. Первоначально, она надевала маску на выступления, как и на шоукейс цифрового сингла, но, когда её спросили, считается ли Иджи «тайным членом» группы, D.Holic анонсировали, что они будут продолжать продвигаться как группа из четырёх человек.
6 июля 2016 года герл-бэнд вернулся с новым цифровым синглом «Color Me Rad». На онлайн-форуме заявили, что если группа не продаст по меньшей мере 1500 физических копий мини-альбома, она расформируются. Из-за успеха в цифровых продажах число было снижено до 1300.
Слухи, распространяемые в интернете, отметили, что неизвестная компания так полюбилась публике, что они купили все оставшиеся экземпляры, хотя это никогда не подтверждалось надежным источником.

### 2017: Смена лейбла и дальнейшее изменения состава
mino17 января 2017 года было подтверждено, что группа сменила свой лейбл на Star Road Entertainment.
10 февраля 2017 года было объявлено, что Хами и Хваджон покинули группу. Две новые участницы, Наён и Юджин решили присоединиться к D.Holic.
18 февраля 2017 года D.Holic исполнили свою новую песню «Let’s Go To The World (세계 로 로)» с новыми участниками на K-Drama Festa в Пхёнчхан. В конце марта Иджи подтвердила, что покинула группу.

## Участники

### Текущие
- Рена (кор.: 레나), настоящее имя: Секиoка Рена (япон.: 関岡 玲奈) родилась 29 июня 1991 г. (25 лет).
- Наён (кор.: 나영).
- Юджин (кор.: 유진).

### Бывшие
- Найн (кор.: 나인), настоящее имя: Гу Мин Хи (кор.: 구민희).
- Данби (кор.: 단비), настоящее имя Джан Дан Би (кор.: 장단비).
- Дюри (кор.: 두리), настоящее имя: Ким Дю Ри (кор.: 김두리).
- Хами (кор.: 하미), настоящее имя: Ван Ха Ми (кит.: 王 哈密).
- Хванджон (кор.: 화정), настоящее имя: Кан Хва Джун (кор.: 강화정).
- Иджи (кор.: 이제이), настоящее имя: Сон Ён Джи (кор.: 송은주).

## Дискография

### Мини-альбомы
| Год   | Детали альбома                                                                                                  | Позиции в чартах | Продажи     |
| Год   | Детали альбома                                                                                                  | KOR              | Продажи     |
| ----- | --- | ---------------- | ----------- |
| Chewy | - Выпущен: 7 июля 2015 г. - Лейбл: K-Ville Entertainment, Windmill Entertainment - Формат: CD, digital download | 19               | - KOR: 624+ |

### Сингл альбомы
| Название          | Детали альбома | Позиции в чартах |
| Название          | Детали альбома | KOR              |
| ----------------- | --- | ---------------- |
| Dark With Dignity | - Выпущен: 24 октября 2014 г. - Лейбл: K-Ville Entertainment, Windmill Entertainment - Формат: CD, digital download | —                |
| Murphy and Sally  | - Выпущен: 11 ноября 2015 - Лейбл: K-Ville Entertainment, Windmill Entertainment - Формат: CD, digital download     | 33               |
| Color Me Rad      | - Выпущен: 6 июля 2016 - Лейбл: K-Ville Entertainment, Windmill Entertainment - Формат: CD, digital download        | —                |

### Синглы
| Название                              | Год  | Позиции в чартах | Альбом            |
| Название                              | Год  | KOR              | Альбом            |
| ------------------------------------- | ---- | ---------------- | ----------------- |
| «I Don’t Know» (몰라요)               | 2014 | —                | Dark With Dignity |
| «Without You»                         | 2014 | —                | Dark With Dignity |
| «Chewy» (쫄깃쫄깃)                    | 2015 | —                | Chewy             |
| «Murphy And Sally» (머피와 샐리)      | 2015 | —                | Murphy And Sally  |
| «Color Me Rad»                        | 2016 | —                | Color Me Rad      |
| «Let’s Go To The World» (가자 세계로) | 2017 | —                | N/A               |

## Примечание
- Официальный веб-сайт
- Официальный канал на YouTube